# 레기오익스프레스

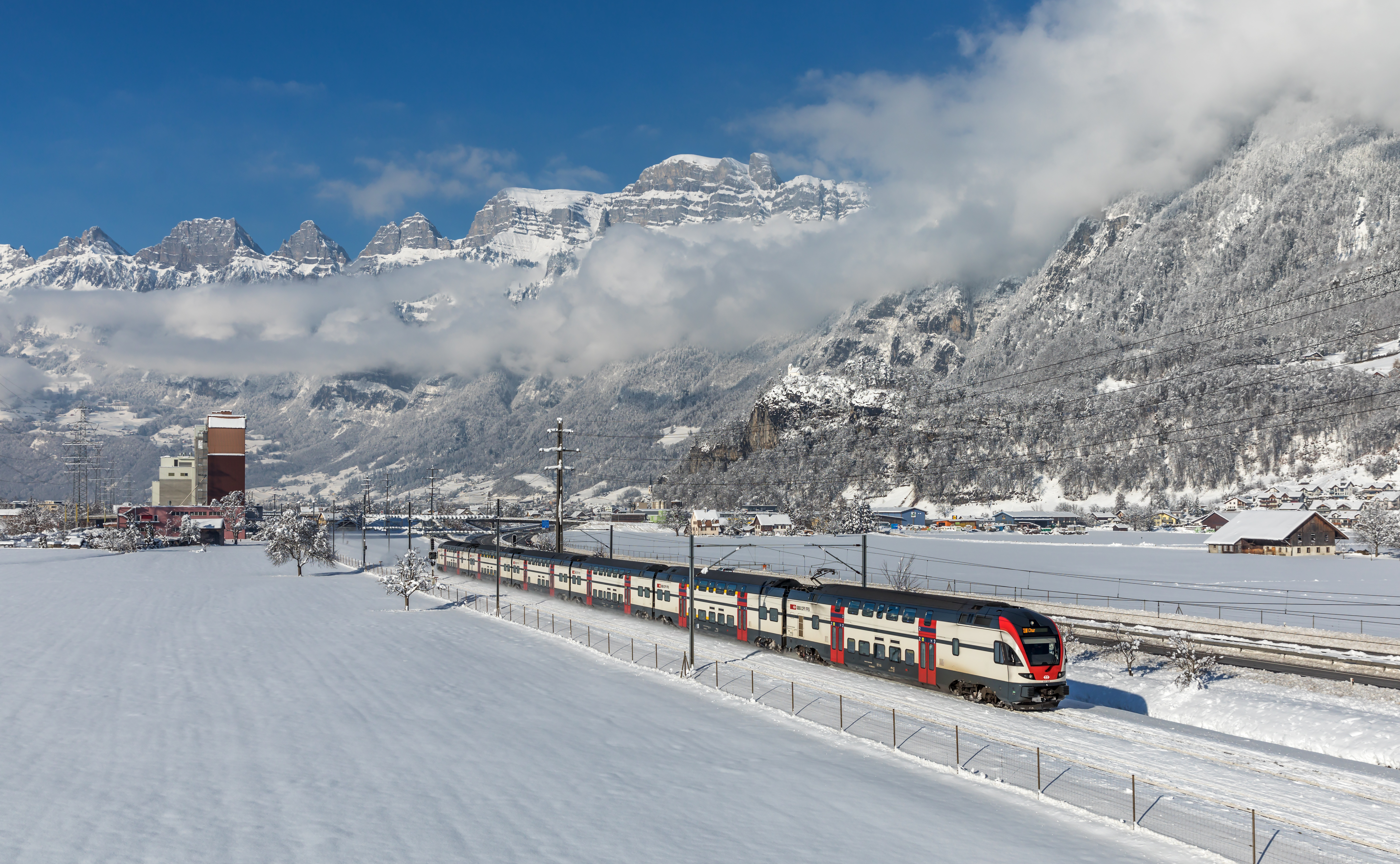
레기오익스프레스 서비스, 장크트 갈렌의 풀름스와 멜스 구간

레기오익스프레스(RegioExpress, RE)는 스위스 연방 철도(SBB CFF FFS) 또는 기타 철도 회사(예: TILO, BLS, tpf, TRN 또는 RhB)에서 운영하는 스위스의 고속 지역 열차서비스이다. 독일, 오스트리아, 룩셈부르크의 레기오날-익스프레스와 비슷하다.
속도는 지역 열차가 제공하는 모든 역에서 정차하지 않기 때문에 같은 수준의 지역 열차보다 훨씬 빠르다. 그럼에도 불구하고 인터레기오 열차보다 약간 느리다. 스위스 연방 철도는 열차를 “지방으로 신속하게” 운행하는 것으로 설명한다.
2003년 시간표 점검(2002년 12월부터 2003년 12월)까지 레기오익스프레스는 유통이 제한되었다. 레기오익스프레스 노선(약어: RX)으로 운영된 주요 노선 중 하나는 장크트 갈렌에서 자르간스를 거쳐 쿠어까지 연결되는 라인탈 익스프레스였다. (다른 하나는 취리히에서 콘슈탄츠까지 시티보겔이었다.) 2004년 시간표 개편으로 게리오익스프레스는 더 빠른 레기오 (이전 regional) 열차를 도입했다. 그 용어는 널리 쓰이게 되었다. 2005년 시간표에서 약어는 이전 RX 대신 RE로 변경되었다.